# Sovětská mužská házenkářská reprezentace
Sovětská házenkářská reprezentace mužů reprezentuje SSSR na mezinárodních házenkářských akcích, jako je mistrovství světa nebo mistrovství Evropy.
- Pokračuje nástupce Rusko.

## Mistrovství světa
| Rok/pořádající země | Účast                           |
| ------------------- | ------------------------------- |
| MS 1938 Německo     | Bez účasti                      |
| MS 1954 Švýcarsko   | Bez účasti                      |
| MS 1958 NDR         | Bez účasti                      |
| MS 1961 SRN         | Bez účasti                      |
| MS 1964 ČSSR        | 5. místo                        |
| MS 1967 Švédsko     | 4. místo                        |
| MS 1970 Francie     | 9. místo                        |
| MS 1974 NDR         | 5. místo                        |
| MS 1978 Dánsko      | Stříbrná medaile                |
| MS 1982 SRN         | Zlatá medaile                   |
| MS 1986 Švýcarsko   | 10. místo                       |
| MS 1990 ČSFR        | Stříbrná medaile                |
| Celkem              | Účast – 8× · – 1× · – 2× · – 0× |

## Olympijské hry
| Rok/pořádající země  | Účast                           |
| -------------------- | ------------------------------- |
| LOH 1936 Berlín      | Bez účasti                      |
| LOH 1972 Mnichov     | 5. místo                        |
| LOH 1976 Montreal    | Zlatá medaile                   |
| LOH 1980 Moskva      | Stříbrná medaile                |
| LOH 1984 Los Angeles | Bez účasti                      |
| LOH 1988 Soul        | Zlatá medaile                   |
| Celkem               | Účast – 4× · – 2× · – 1× · – 0× |